# 藤井千春
藤井 千春（ふじい ちはる、1958年6月13日 - ）は日本の教育学者、早稲田大学教育・総合科学学術院教授。早稲田大学博士（教育学）。

## 略歴
千葉県市川市生まれ。同志社大学文学部文化学科哲学および倫理学専攻卒業。筑波大学大学院博士課程教育学研究科修了。大阪府立大学総合科学部助手、京都女子大学文学部専任講師、茨城大学教育学部助教授などを経て現職。
1995年、日本デューイ学会研究奨励賞受賞。2000年度トロント大学オンタリオ州立教育研究所客員教授。平成21年、平成30年版高等学校学習指導要領総合的な学習(探究)の時間解説及び指導資料作成協力者。文部科学省スーパーグローバルスクール企画評価委員。経済産業省初等中等段階における起業家教育委員会委員長。
日本デューイ学会会長(2022- )、教育哲学会理事(2016- )
早稲田大学総合研究機構教師教育研究所所長
ジョン・デューイの哲学と教育学を研究し、それを基盤として問題解決学習論を展開。探究的・協働的な学びによる学習指導と生活指導、さらには同僚性を高める校内研究の在り方を提唱。全国各地の小中学校の校内研究に参加している。

## 著書
- 『問題解決学習のストラテジー』(明治図書)
- 『問題解決学習で「生きる力」を育てる』(明治図書)
- 『子どもの求めに立つ総合学習の構想』(明治図書)
- 『総合学習で育てる学力ストラテジー』(明治図書)
- 『子ども学入門』(明治図書)
- 『問題解決学習の授業原理』(明治図書)
- 『ジョン・デューイの経験主義哲学における知性論』(早稲田大学出版部)
- 『校長の哲学』(学事出版)
- 『アクティブ・ラーニング授業実践の原理』（明治図書）
- 『時代背景から読み解く西洋教育思想』（編著・ミネルヴァ書房）
- 『問題解決学習入門』(学芸みらい社)
- 『問題解決学習で育む「資質・能力」』(明治図書)

### 翻訳
- 『社会科教育カリキュラム』(ウォルター・パーカー著、ルック)
- 『ジョン・デューイ－現代を問い直す－　』（レイモンド・D・ボイスヴァート、晃洋書房）